# Cry Baby (canção de Jemini)
"Cry Baby" (em português: "Chora querida/querido") foi a canção que representou o Reino Unido no Festival Eurovisão da Canção 2003 que teve lugar em Riga, capital da Letónia em 25 de maio desse ano.
A referida canção foi interpretada em inglês pelo duo Jemini. Foi a décima-quinta a ser interpretada na noite do festival, a seguir à canção dos Países Baixos "One More Night", cantada por Esther Hart e antes da canção da Ucrânia "Hasta la vista, interpretada por Oleksandr Ponomaryov/Олександр Пономарьов. Terminou em 26.º e último lugar, não tendo conseguido alcançar um único ponto de nenhum dos outros júris : 0 pontos. Muitos europeus (como o apresentador britânico Terry Wogan)  conjeturaram que essa classificação se deveu não apenas  à fraca qualidade da canção (considerada pelos criticos britânicos como uma das piores canções  do Reino Unido no Festival Eurovisão da Canção), mas também ao apoio  fervoroso que Tony Blair (primeiro-ministro britânico  da altura) deu a George W.  Bush para o começo da Guerra do Iraque, precisamente cerca de  dois meses antes (20 de março de 2003).
No ano seguinte,em 2004 ,  o Reino Unido seria representado por James Fox que interpretou o tema "Hold onto our love".

## Autores
| Autores                      |
| ---------------------------- |
| Letrista: Martin Isherwood   |
| Compositor: Martin Isherwood |

## Letra
A canção é um número de uptempo, na qual o duo fala de uma relação a dois onde apesar de haver amor, não há  confiança, e está terminando e e então o/a amante pode chorar à vontade, mas não há hipótese de evitar o fim. O duo repete por inúmeras vezes "Cry Baby".

## Outras versões
| Outras versões da banda                 |
| --------------------------------------- |
| * versão estendida (inglês) [4:47]      |
| * Andy Rossa force four remix (6:58)    |
| * Funkimorodo house mix (inglês) (6:22) |
| * versão demo (inglês) (2:50)           |

## Acompanhantes
A banda na atuação na Eurovisão foi acompanhada por duas cantoras coristas e um guitarrista chamado Kirk.